# Anton Janša

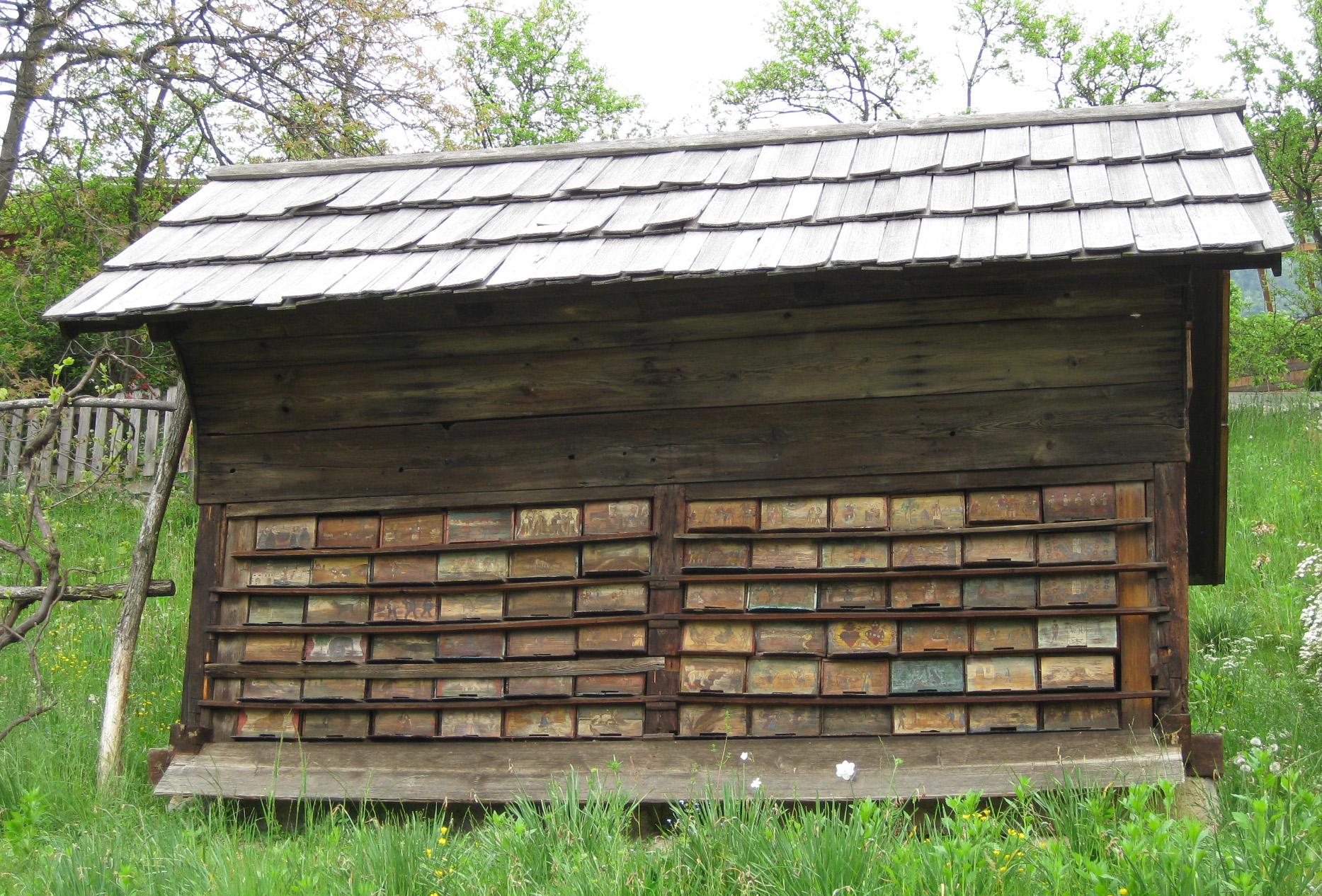
L'apiario di Janša a Breznica.

Anton Janša (Breznica na Gorenjskem, 20 maggio 1734 – Vienna, 13 settembre 1773) è stato un allevatore e pittore sloveno.

## Biografia
È noto soprattutto per essere stato uno dei precursori dell'apicoltura razionale. Essendo molto portato per le arti figurative, così come i suoi fratelli (avevano adibito ad atelier il fienile della propria casa), furono tutti e tre inviati a Vienna dove, nonostante l'analfabetismo, si iscrissero all'Accademia d'Arte. Dei tre fratelli, Lovro riuscì a concludere gli studi in quell'accademia, divenendovi professore, mentre Anton preferì dedicarsi intensivamente all'apicoltura, dal 1769, essendo questa una passione che aveva fin da piccolo. A casa aveva oltre cento arnie. L'anno successivo, dopo il sostenimento di un apposito esame, Janša divenne il primo professore di apicoltura delle terre austriache, e si trasferì alla corte imperiale. Teneva le api a Vienna, nel giardino imperiale di Augarten, dove per primo dimostrò l'importanza e l'utilità di portare le api a bottinare sul grano saraceno, sia per la sua impollinazione, sia per l'abbondante raccolta di nettare. Divenne ben presto famoso in virtù delle sue conferenze; in tedesco scrisse due importanti libri, il Trattato sulla sciamatura delle api uscito nel 1771 e il Manuale completo di apicoltura uscito postumo nel 1775. Scrisse Janša in quest'ultima: “Le api sono un tipo di mosche, create da Dio perché con la loro diligenza e il loro instancabile lavoro provvedano alle esigenze dell'uomo di prodotti insostituibili come il miele e la cera. Tra tutte le creature del Signore, non ce n'è altra che sia allo stesso tempo utile, docile, e poco esigente, com'è l'ape.” Quando Janša morì, l'imperatrice Maria Teresa emanò un editto in cui obbligava tutti gli apicoltori a seguire le indicazioni contenute nelle opere di Janša. Janša non perse mai l'abitudine di dipingere, e si possono ancora osservare le sue arnie dipinte nel suo apiario, che è tuttora visitabile, grazie alle cure della Società apistica slovena. Tra le sue intuizioni, quella secondo cui i fuchi erano quelli che fecondavano l'ape regina, sfatando l'errata convinzione, diffusa al tempo, che fossero invece portatori d'acqua dell'alveare.  Divulgò massicciamente le scoperte di altri naturalisti sulle api, tra i quali primeggia Giovanni Antonio Scopoli. Nel 1884 la Società slovena di frutticoltura e apicoltura appose una targa commemorativa sulla sua casa natale. A lui sono dedicati il Museo dell'apicoltura di Radovljica e un centro studi sull'apicoltura nella valle di Završnica.